# XLAW
XLAW è un trovato tecnologico e metodologico introdotto sperimentalmente in Italia dal 2000 dalla Polizia di Stato per analizzare e gestire il rischio dell'illegalità diffusa sul territorio urbano. Sperimentato inizialmente nella città di Napoli  dove è stato ideato e sviluppato, dal 2013 al 2021 la sua sperimentazione è stata estesa in altre città Prato , Venezia , Parma , Modena , Salerno, Livorno, Bari, Catania, Trieste e Trento.